# Sebastian Koto Khoarai
Sebastian Koto Khoarai (Koaling, 11. rujna 1929. – Mazenod, 17. travnja 2021.) bio je prelat Katoličke Crkve koji je bio biskup Mohale's Hoeka u Lesotu od 1977. do 2014. godine. Kardinalom je imenovan 2016. i bio je prvi i do sada jedini kardinal iz Lesota.
Khoarai je umro 17. travnja 2021. u dobi od 91 godine.